# Шалапов, Егор Вячеславович
Его́р Вячесла́вович Шала́пов (27 января 1995, Куса, Челябинская область) — российский хоккеист, защитник.

## Карьера
Хоккеем начал заниматься в 7 лет в кусинской команде «Юность» под руководством Николая Георгиевича Овладеева. После нескольких лет выступлений за городскую команду был приглашён главным тренером сборной области в Челябинск. После турнира памяти Харлампия Иванова попал в хоккейную школу имени С. Макарова к Баиру Георгиевичу Титову, за которую выступал с 2009 по 2012 год. В сезоне 2013/14 дебютировал в МХЛ-Б в составе учалинского «Горняка». В следующем сезоне «Горняк» дошёл до финала Кубка Регионов, где проиграл «Россоши», а в следующем году обыграл «Россошь» и завоевал Кубок. В победном плей-офф 2015/16 сыграл 14 матчей, забросив 2 шайбы. Всего в лиге в регулярном чемпионате и плей-офф провёл 166 матчей и забросил 21 шайбу. После выпускного сезона в МХЛ был на просмотре в «Молоте-Прикамье», но команде не подошёл.
Сезон 2016/17 начал в фарм-клубе «Барыса» — «Номаде», но уже после 4 игр был переведён в основную команду. Дебютировал в КХЛ 20 сентября 2016 года в игре против ЦСКА. В первом сезоне провёл 52 матча в регулярном чемпионате и 10 в плей-офф.